# Sameday Records

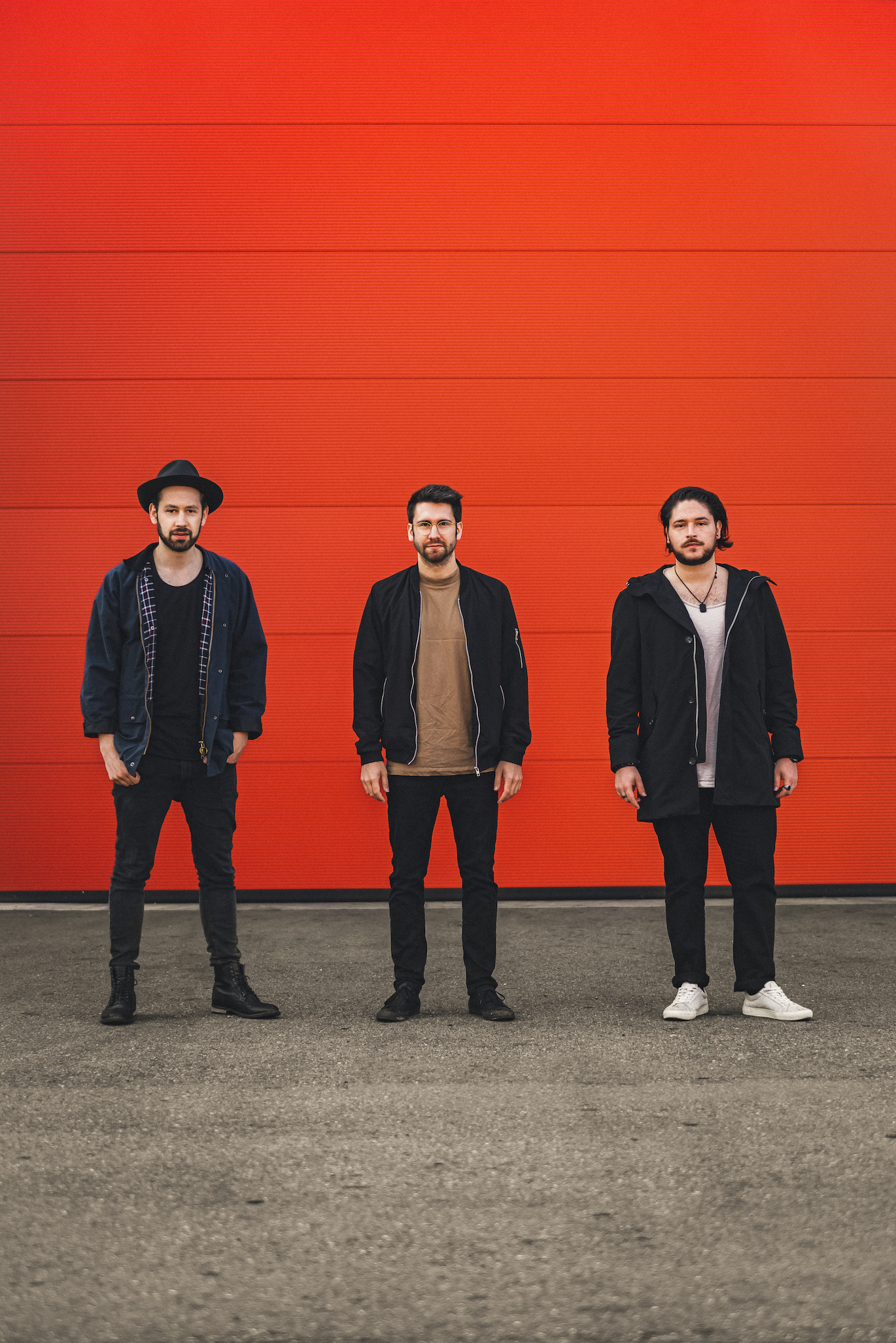
Sameday: Severin Ebner, Patrick Huber, Daniele Cuviello (2022)

Sameday (stilisiert sameday) sind eine Band aus Deutschland, bestehend aus Daniele Cuviello, Patrick Huber und Severin Ebner.

## Geschichte
Sameday wurde 2011 gegründet. Patrick Huber (* 11. Oktober 1988) und Daniele Cuviello (* 22. September 1989) stammen aus Wehr, Severin Ebner (* 16. September 1988) aus Laufenburg. Anfangs als SameDay Records nur als Musikprojekt für YouTube-Videos von Coverversionen anderer Künstler gedacht, etablierte sich die Band bereits nach kurzer Zeit mit eigenen Songs zu einer renommierten Liveband im südbadischen Raum.
Ihre erste EP Essentials mit eigenen akustischen Songs erschien 2013, mit der sie erstmals deutschlandweit auf Tour gingen. Im Jahre 2015 nahm die Band als erstes Trio bei The Voice of Germany teil und war Teil des Teams von Andreas Bourani. Das Debütalbum Never Ending erschien im Jahr 2017 unter dem eigenen Label Blackwood Music.
Das Trio spielte bereits auf mehreren nationalen und internationalen Festivals sowie als Vorgruppe von Künstlern wie Birdy, Adel Tawil oder Andreas Bourani und trat bereits mehrmals live in diversen Radio- oder TV-Shows auf.
Die Single Young Devotion erschien 2019.  Es folgten die EPs These Are The Days (2022) sowie High Hopes (2024). 
Aktuell befinden sich Sameday in ihrem Studio und arbeiten an einem neuen Album sowie an der Vorbereitung für eine deutschlandweite Tour zusammen mit Ryan Sheridan.

## Stil
Die Songs von Sameday behandeln verschiedene (meist autobiografische) Themen wie Freundschaft, Heimat oder Liebe, beinhalten aber auch aktuelle bzw. sozial-gesellschaftliche Inhalte. In den selbst geschriebenen und produzierten Songs von Sameday fließen mehrere Musikstile wie Pop, Singer-Songwriter, Folk, Indie und R&B ein. Charakteristisch für den Sound der Band ist ihr „Blending“, also der dreistimmige Satzgesang sowie der Einsatz akustischer Instrumente in ihren Livekonzerten.

## Diskografie

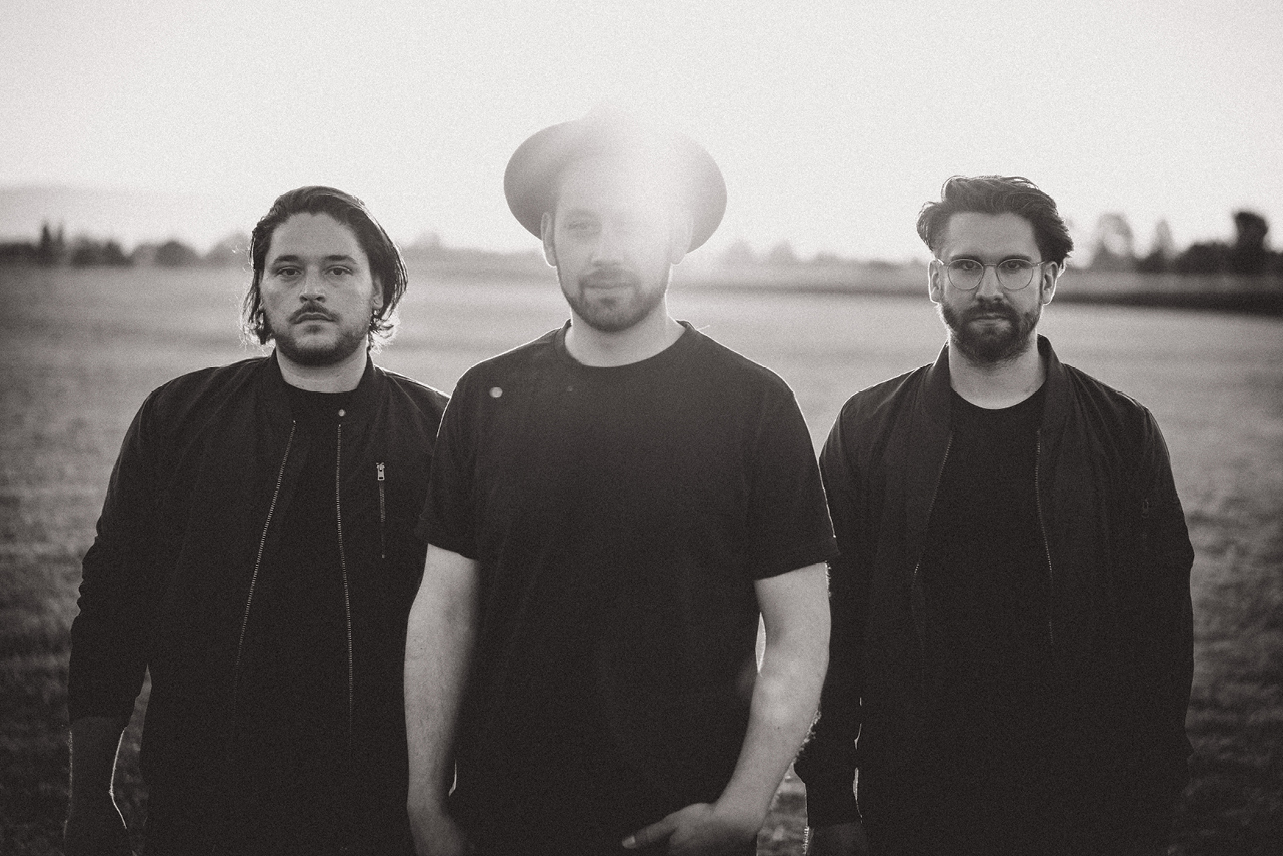
sameday (2024)

- 2013: Essentials (EP)
- 2017: Never Ending (Album)
- 2022: These Are The Days (EP)
- 2024: High Hopes (EP)